# Scleromytilus litothrix
Scleromytilus litothrix är en insektsart som beskrevs av Abraham Munting 1965. Scleromytilus litothrix ingår i släktet Scleromytilus och familjen pansarsköldlöss. Inga underarter finns listade i Catalogue of Life.